# Anja Dittmer
Anja Dittmer (* 22. September 1975 in Neubrandenburg, Bezirk Neubrandenburg) ist eine ehemalige deutsche Duathletin und Triathletin. Sie ist Triathlon-Europameisterin (1999) und Olympiateilnehmerin der Jahre 2000, 2004, 2008 und 2012.

## Werdegang
Anja Dittmer machte Abitur und absolvierte daraufhin eine Ausbildung zur Bauzeichnerin.
Ihr älterer Bruder ist der ehemalige Kanufahrer Andreas Dittmer (* 1972). Seit November 2001 war sie Sportsoldatin in der Sportfördergruppe Mainz im Dienstgrad eines Stabsunteroffiziers.
1992 startete sie bei ihrem ersten Triathlon, seit 1998 war sie Profi-Triathletin. 1993 konnte sie bereits in der Jugendklasse den Sieg der Deutschen Meisterschaft Triathlon ebenso wie Duathlon erringen. Von 1995 bis 2000 wurde sie von Andreas Barth trainiert. Danach folgte bis 2002 Thomas Springstein, der dann in Dopingvorwürfe geriet, weshalb sie ihren Trainer erneut wechselte. Von 2003 bis 2013 wurde sie von Ralf Ebli trainiert. Sie wurde auch betreut vom Ernährungswissenschaftler Wolfgang Feil.

### Europameisterin Triathlon 1999
1999 wurde sie in Portugal Europameisterin auf der Triathlon-Kurzdistanz. Im Jahr 2001 erlitt Anja Dittmer einen Ermüdungsbruch, weshalb sie nicht an den Welt- und Europameisterschaften teilnehmen konnte.
2004 gewann sie den Gesamtweltcup der Internationalen Triathlon Union (ITU) und 2006 wurde sie Dritte. Sie startete für den SC Neubrandenburg und war Mitglied im B-Kader der Deutschen Triathlon Union.

### Olympische Sommerspiele 2012
2012 qualifizierte sie sich zusammen mit Svenja Bazlen und Anne Haug für einen Startplatz bei den Olympischen Spielen in London – und startete nach 2000, 2004 und 2008 bereits das vierte Mal für Deutschland. Sie absolvierte das Rennen über die olympische Distanz mit einer Zeit von 2:01:38,00 h und wurde damit Zwölfte hinter Anne Haug (Rang elf).
Im Dezember 2013 beendete Anja Dittmer als 38-Jährige – nach insgesamt 21 Jahren als Triathletin, davon 20 Jahre in der Triathlon-Nationalmannschaft – ihre aktive Laufbahn und wurde anschließend Nachwuchstrainerin am Olympiastützpunkt Potsdam.
2018 startete sie beim „Ö till Ö“-Swimrun (schwedisch: Von Insel zu Insel).
Anja Dittmer lebt heute in Neustrelitz an der Mecklenburgischen Seenplatte. Hier arbeitet sie in der Geschäftsstelle des WSV Einheit Neustrelitz e. V. und trainiert unter anderem Kinder in der Sportart Kanufahren.

## Auszeichnungen
- 1996, 1997, 1998 wurde sie von der Deutschen Triathlon Union (DTU) zur „Triathletin des Jahres“ ernannt.
- Für ihre sportlichen Erfolge wurde Anja Dittmer im März 2003 in Berlin gemeinsam mit Thomas Hellriegel und Rainer Müller-Hörner mit dem Silbernen Lorbeerblatt der Bundesrepublik Deutschland ausgezeichnet.

## Sportliche Erfolge
| Datum/Jahr    | Rang | Wettbewerb                                          | Austragungsort    | Zeit        | Bemerkung |
| ------------- | ---- | --------------------------------------------------- | ----------------- | ----------- | --- |
| 7. Sep. 2014  | 16   | DTU Deutsche Meisterschaft Triathlon                | Hannover          | 01:05:32    | Triathlon-Staatsmeisterschaft auf der Sprintdistanz (0,75 km Schwimmen, 20 km Radfahren und 5 km Laufen) beim Maschsee-Triathlon |
| 25. Aug. 2012 | 23   | ITU Triathlon Sprint World Championships            | Stockholm         | 01:02:47    | Triathlon-Weltmeisterschaft auf der Sprintdistanz                                                                                |
| 4. Aug. 2012  | 12   | Olympische Spiele 2012                              | London            | 02:01:38    | hinter Anne Haug (Rang 11) als zweitschnellste deutsche Athletin                                                                 |
| 23. Juni 2012 | 9    | ITU World Championship Series 2012                  | Kitzbühel         | 02:06:39    | [ 6 ] |
| 21. Aug. 2011 | 3    | ITU Sprint Triathlon World Championship Team        | Lausanne          |             | Dritte bei der Team-Weltmeisterschaft – zusammen mit Rebecca Robisch, Maik Petzold und Steffen Justus                            |
| 20. Aug. 2011 | 12   | ITU Sprint Triathlon World Championships            | Lausanne          | 00:59:20    | Weltmeisterschaft auf der Sprintdistanz                                                                                          |
| 6. Aug. 2011  | 3    | ITU World Championship Series 2011                  | London            | 02:00:49    | Anja Dittmer erreichte mit dem Ergebnis die Olympiaqualifikation für 2012                                                        |
| 19. Juni 2011 | 21   | ITU World Championship Series 2011                  | Kitzbühel         | 02:08:12    | |
| 9. Apr. 2011  | 16   | ITU World Championship Series 2011                  | Sydney            | 02:03:10    | Auftaktveranstaltung der neuen Saison                                                                                            |
| 17. Okt. 2010 | 2    | ITU Triathlon World Cup                             | Tongyeong         | 02:03:15    | Zweite hinter der Britin Jodie Swallow                                                                                           |
| 21. Aug. 2010 | 10   | ITU Sprint Triathlon World Championship             | Lausanne          | 00:59:45    | Zehnte bei der Erstaustragung dem WM auf der Sprintdistanz (750 m Schwimmen, 20 km Radfahren und 5 km Laufen)                    |
| 24. Juli 2010 | 24   | ITU World Championship Series 2010                  | London            | 01:55:05    | beim 5. Rennen der Serie |
| 3. Juli 2010  | 13   | ETU Triathlon European Championships                | Athlone           | 01:59:55    | bei der Triathlon-Europameisterschaft auf der olympischen Kurzdistanz                                                            |
| 6. Juni 2010  | 7    | ITU World Championship Series 2010                  | Madrid            | 02:07:38    | drittes Rennen der WM-Serie |
| 8. Mai 2010   | 11   | ITU World Championship Series 2010                  | Seoul             | 02:02:15    | [ 12 ] |
| 2010          | 20   | ITU World Championship Series 2010                  | Sydney            | 02:06:38    | Auftaktrennen der Saison 2010 |
| 2009          | 14   | ITU World Championship Series 2009                  | Gold Coast        | 02:01:09    | Anja Dittmer erreichte damit den 11. Rang in der Weltcup-Gesamtwertung 2009.                                                     |
| 2009          | 5    | ITU World Championship Series 2009                  | London            | 01:54:55    | mit nur 31 Sekunden Rückstand auf die Schweizer Siegerin Nicola Spirig                                                           |
| 25. Juli 2009 | 7    | ITU World Championship Series 2009                  | Hamburg           | 01:58:12    | |
| 2009          | 15   | ITU World Championship Series 2009                  | Washington        | 02:03:41    | |
| 2009          | 12   | ITU World Championship Series 2009                  | Madrid            | 02:07:48    | |
| 2009          | 16   | ITU World Championship Series 2009                  | Tongyeong         | 02:05:38    | |
| 18. Aug. 2008 | 33   | Olympische Spiele 2008                              | Peking            | 02:05:45,86 | mit 7:18 min Rückstand auf die Olympiasiegerin Emma Snowsill aus Australien                                                      |
| 21. Juni 2008 | 1    | Alpen-Triathlon                                     | Schliersee        |             | Internationale Deutsche Meisterschaft – Deutsche Meisterin auf der Kurzdistanz                                                   |
| 3. Feb. 2008  | 1    | OCA Sprint Distance Triathlon Oceania Championships | Taupō             | 01:07:50    | [ 13 ] |
| 2008          | 4    | ITU Triathlon World Cup                             | Hamburg           | 01:58:48    | beim Hamburg Cityman |
| 25. März 2007 | 10   | BG Triathlon Word Cup                               | Mooloolaba        | 02:02:02    | Zehnte auf der olympischen Distanz                                                                                               |
| 2007          | 6    | ITU Triathlon World Championships                   | Hamburg           |             | Weltmeisterschaft auf der Kurzdistanz                                                                                            |
| 2007          | 7    | ETU Triathlon European Championships                | Kopenhagen        |             | |
| 2007          | 5    | BG Triathlon Word Cup                               | Peking            | 02:02:43    | Fünfte auf der olympischen Distanz                                                                                               |
| 10. Sep. 2006 | 5    | BG Triathlon Word Cup                               | Hamburg           | 01:55:08    | [ 17 ] |
| 2006          | 2    | ETU Triathlon European Championships                | Autun             |             | Vizeeuropameisterin |
| 25. Aug. 2004 | 11   | Olympische Spiele 2004                              | Athen             | 02:07:25,07 | |
| 2004          | 1    | ITU Triathlon World Cup                             | Hamburg           | 01:58:29,3  | Sieg in Hamburg beim Holsten Cityman                                                                                             |
| 2004          | 1    | DTU Deutsche Meisterschaft Triathlon                | Potsdam           |             | Deutsche Meisterin auf der Kurzdistanz                                                                                           |
| Sep. 2003     | 1    | ITU Triathlon World Cup                             | Hamburg           |             | |
| 2003          | 1    | DTU Deutsche Meisterschaft Triathlon                | Breitenauer See   |             | Deutsche Meisterin auf der Kurzdistanz                                                                                           |
| 2002          | 3    | DTU Deutsche Meisterschaft Triathlon                | Frankfurt am Main |             | |
| 2000          | 18   | Olympische Spiele 2000                              | Sydney            | 02:04:36,88 | |
| 11. Sep. 1999 | 19   | ITU Triathlon World Championships                   | Montreal          | 01:58:15    | Weltmeisterschaft auf der olympischen Distanz (1,5 km Schwimmen, 40 km Radfahren und 10 km Laufen)                               |
| 1999          | 1    | ETU Triathlon European Championships                | Funchal           | 02:01:07    | Triathlon-Europameisterin auf der Kurzdistanz – und auch in der Mannschaftswertung                                               |
| 1999          | 1    | DTU Deutsche Meisterschaft Triathlon                | Frankfurt am Main |             | Deutsche Meisterin auf der Kurzdistanz                                                                                           |
| 1998          | 1    | DTU Deutsche Meisterschaft Triathlon                | Frankfurt am Main |             | Deutsche Meisterin auf der Kurzdistanz                                                                                           |
| 4. Juli 1998  | 22   | ETU Triathlon European Championships                | Velden            | 02:09:30    | Triathlon-Europameisterschaft auf der Kurzdistanz (1,5 km Schwimmen, 40 km Radfahren und 10 km Laufen)                           |
| 1995          | 1    | DTU Deutsche Meisterschaft Triathlon                | Darmstadt         |             | Deutsche Meisterin auf der Kurzdistanz                                                                                           |
| 1994          | 2    | ETU Triathlon European Championships Junior Women   |                   |             | Vizejunioreneuropameisterin |
| 1994          | 1    | DTU Deutsche Meisterschaft Triathlon Junioren       | Deutschland       |             | Deutsche Junioren-Meisterin auf der Sprintdistanz                                                                                |

| Datum/Jahr    | Rang | Wettbewerb             | Austragungsort | Zeit     | Bemerkung                          |
| ------------- | ---- | ---------------------- | -------------- | -------- | ---------------------------------- |
| 8. Sep. 2013  | 6    | Ironman 70.3 Luxemburg | Remich         | 04:40:50 |                                    |
| 11. Aug. 2013 | 8    | Ironman 70.3 Germany   | Wiesbaden      | 04:47:16 | Ironman 70.3 European Championship |

| Datum/Jahr    | Rang | Wettbewerb                | Austragungsort | Zeit  | Bemerkung           |
| ------------- | ---- | ------------------------- | -------------- | ----- | ------------------- |
| 31. Dez. 2011 | 1    | Sylvesterlauf Saarbrücken | Saarbrücken    | 36:14 | Siegerin über 10 km |

(DNF – Did Not Finish)